# Église Saint-Marcouf de Saint-Marcouf (Manche)
L'église Saint-Marcouf de Saint-Marcouf est un édifice catholique, édifié au XIe siècle, remanié aux XIIIe, XVe et XVIIIe siècles, placé sous le vocable de saint Marcoul, qui se dresse sur le territoire de la commune française de Saint-Marcouf, dans le département de la Manche, en région Normandie. L'édifice est totalement protégée aux monuments historiques.

## Localisation
L'église Saint-Marcouf est située dans le bourg de Saint-Marcouf, dans le Plain, dans le département français de la Manche.

## Historique
À l'origine se dressait ici un monastère fondé par saint Marcouf, l'un des premiers établissements monastiques du diocèse de Coutances avec les abbayes de Saint-Pair, Portbail, Saint-Sever, Landelles et Saint-Fromond,.
De ce monastère il ne reste rien car il fut ravagé lors des invasions scandinaves. Après 906 et le départ des moines qui avec leurs reliques se réfugièrent à Corbeny dans l'Aisne, on construisit une église à sa place.

## Description
Sa nef avec ses modillons variés et son chœur date de l'époque romane, mais ont été repercés aux XIIIe et XVe siècles de baies nouvelles. À noter, le léger évasement de la nef qui s'élargit en entonnoir depuis la façade occidentale, large de 8,80 m, jusqu'à sa jonction avec l'abside de 9,65 m de diamètre, ainsi que les décrochements, visibles de part et d'autre de l'édifice, à la jonction entre l'abside et les travées droites du chœur, consécutif de la difficulté des bâtisseurs romans d'intégrer l'édifice de plan centré préexistant avec le plan basilical de la nef, comme l'avait suggéré à l'époque Arcisse de Caumont.
La tour du clocher présente dans sa partie basse des élévations anciennes mais probablement pas antérieures à la fin du XIe siècle. Dans la face ouest ont a incrusté un gisant.
Près du cimetière fontaine Saint-Marcouf du XIVe siècle.

### La crypte

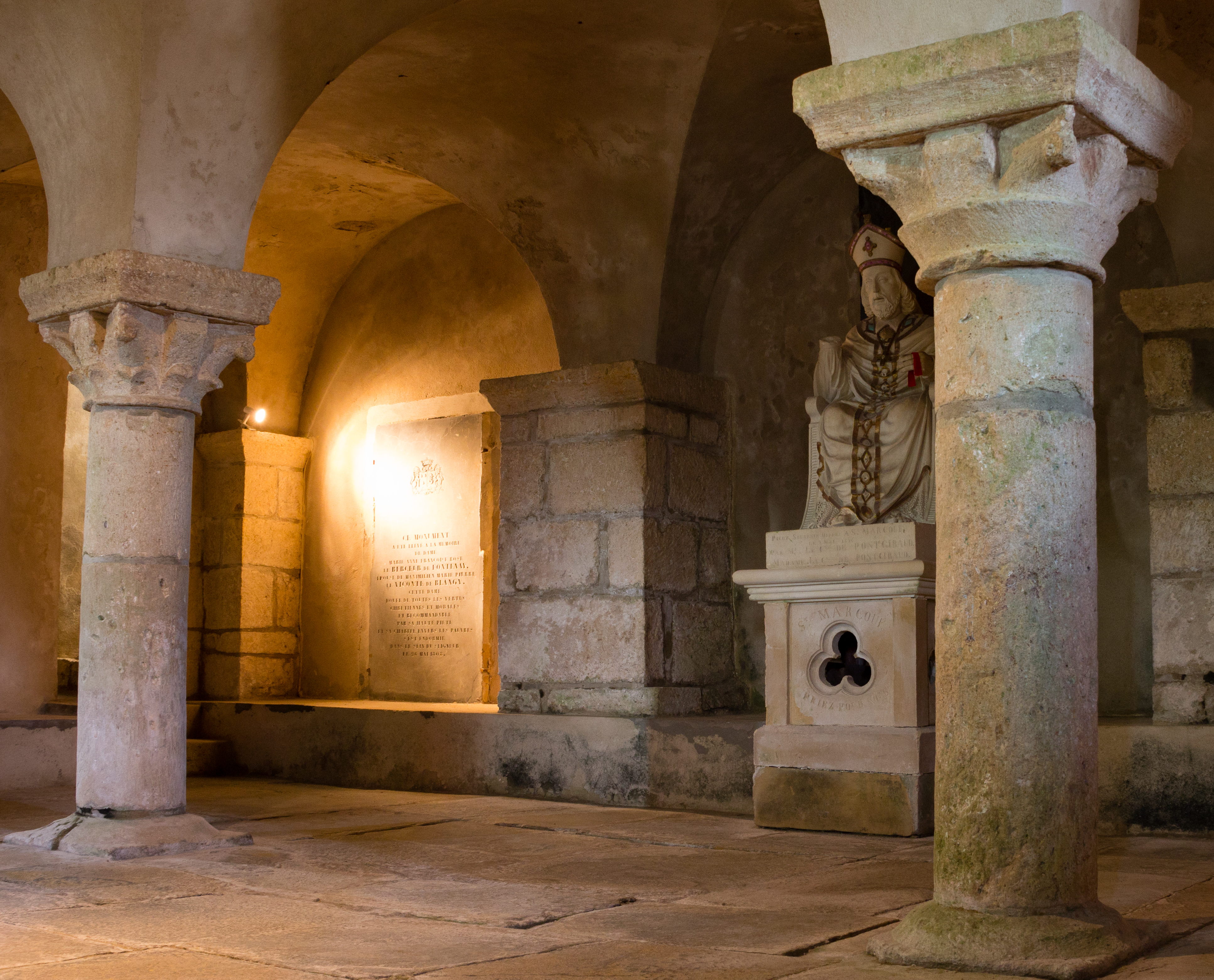
La crypte.

Sous l'abside subsiste une crypte préromane reposant sur deux files de trois colonnes cylindriques à chapiteaux corinthiens simplifiés, décorés principalement avec un décor en double collerette de feuillage stylisé, formant trois vaisseaux. La crypte, voûtée en arêtes et restaurée, pourrait dater du XIe siècle (années 1050-1070), et serait parente de celles de la Trinité de Caen et de la cathédrale de Bayeux. Elle aurait repris le plan au sol de la memoria monastique dans lequel le corps du saint abbé avait été transféré dans le dernier tiers du VIIe siècle. On y accédait depuis l'église haute par deux couloirs latéraux,.
Parmi les sépultures placées dans le mur ouest de la crypte en demi-lune, on peut voir celle de Marie-Anne-Françoise-Rose Le Berceur de Fontenay, née en 1734 et décédée le 26 mai 1808, âgée de 65 ans. Sont gravées ses armes : d'azur à la fleur de lys d'or soutenue d'un croissant d'argent et de son époux, Maximilien-Marie-Pierre Leviconte de Blangy (1718-1789) : d'azur à trois coquilles d'or, 2 et 1,.
La crypte abrite également une statue de saint Marcouf.

## Protection
Au titre des monuments historiques :
- la crypte romane est classée par arrêté du 21 mai 1906 ;
- l'église en totalité est inscrite par arrêté du 22 novembre 2007.

## Mobilier
L'église abrite un tableau de sainte Dorothée du XVIIe siècle classé au titre objet aux monuments historiques.